# 频哪醇偶联反应

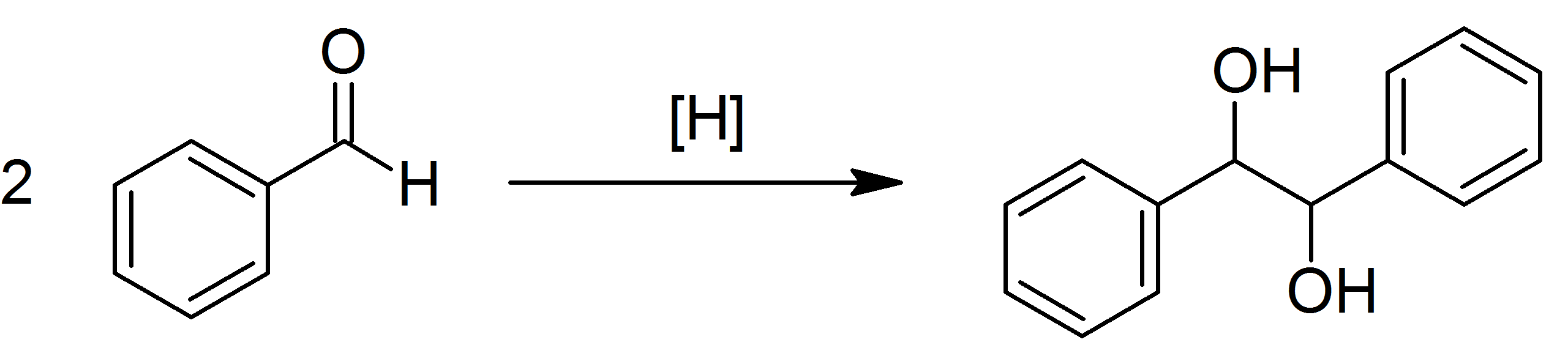
频哪醇偶联反应

频哪醇偶联反应，又称醛酮的双分子还原偶联，是一种通过醛或酮分子的羰基在电子供体的存在下，发生自由基反应，形成新碳－碳共价键的有机反应，反应产物为邻二醇。反应名称取自反应丙酮为原料的反应产物频哪醇（也称为“2,3-二甲基-2,3-丁二醇”或“四甲基乙二醇”）。此反应于1859年被威廉·鲁道夫·菲蒂希首次发现。频哪醇偶联反应通常以同分子偶联为主，也可发生分子内交叉偶联反应。

## 反应机理
该反应第一步的反应机理是：镁等金属作为还原剂提供电子给羰基，发生单电子还原，形成金属羰基自由基负离子，镁被氧化而形成的Mg+此时稳定氧原子上的负电子，方便第二个的羰基靠近，Mg+继续充当还原剂提供电子对第二个羰基进行单电子还原，得到的Mg2+现在同时稳定两个氧原子，使得两个碳自由基靠得很近。而后两个羰基自由基发生偶联反应，得到双羟基去质子化的邻二醇，在水或其他质子供体的作用下可继续得到邻二醇。当镁作为电子供体时，反应的起始产物是五元环状化合物，其中两个氧原子与氧化的Mg2+离子配位。这种配合物同样可通过与水发生反应得到氢氧化镁。若最后一步改用H2O/H+处理，之后还可继续发生频哪醇重排反应。还有种类似的反应称作麦克默里反应，使用三氯化钛或四氯化钛与还原剂发生共轭，形成金属－二醇配合物。该配合物可发生去氧反应得到烯烃产物。

## 展望
苯甲醛的频哪醇偶联可在三氯化钒和水条件下进行，铝在反应中可作为共还原剂保持催化循环。这种在水作溶剂的非均相反应中，室温反应三天可以得到72%的收率和56:44的dl:meso组成比例。
另一个苯甲醛的例子中，高岭石K-10和氯化锌在四氢呋喃的水溶液中，进行超声波反应可将反应时间缩减到三小时（组成比例为55:45）。有一例为，酒石酸的衍生物可在二碘化钐和HMPA的条件下，进行高非对称选择性的反应。
频哪醇偶联反应的例子，如：Mukaiyama紫杉醇全合成和尼古劳紫杉醇全合成中的应用。